# Montanha de Sendrosa de Son
La Montanha de Sendrosa de Son és una serra situada al municipi de Naut Aran a la comarca de la Vall d'Aran, amb una elevació màxima de 2.482 metres.